# Henning Larsen Architects

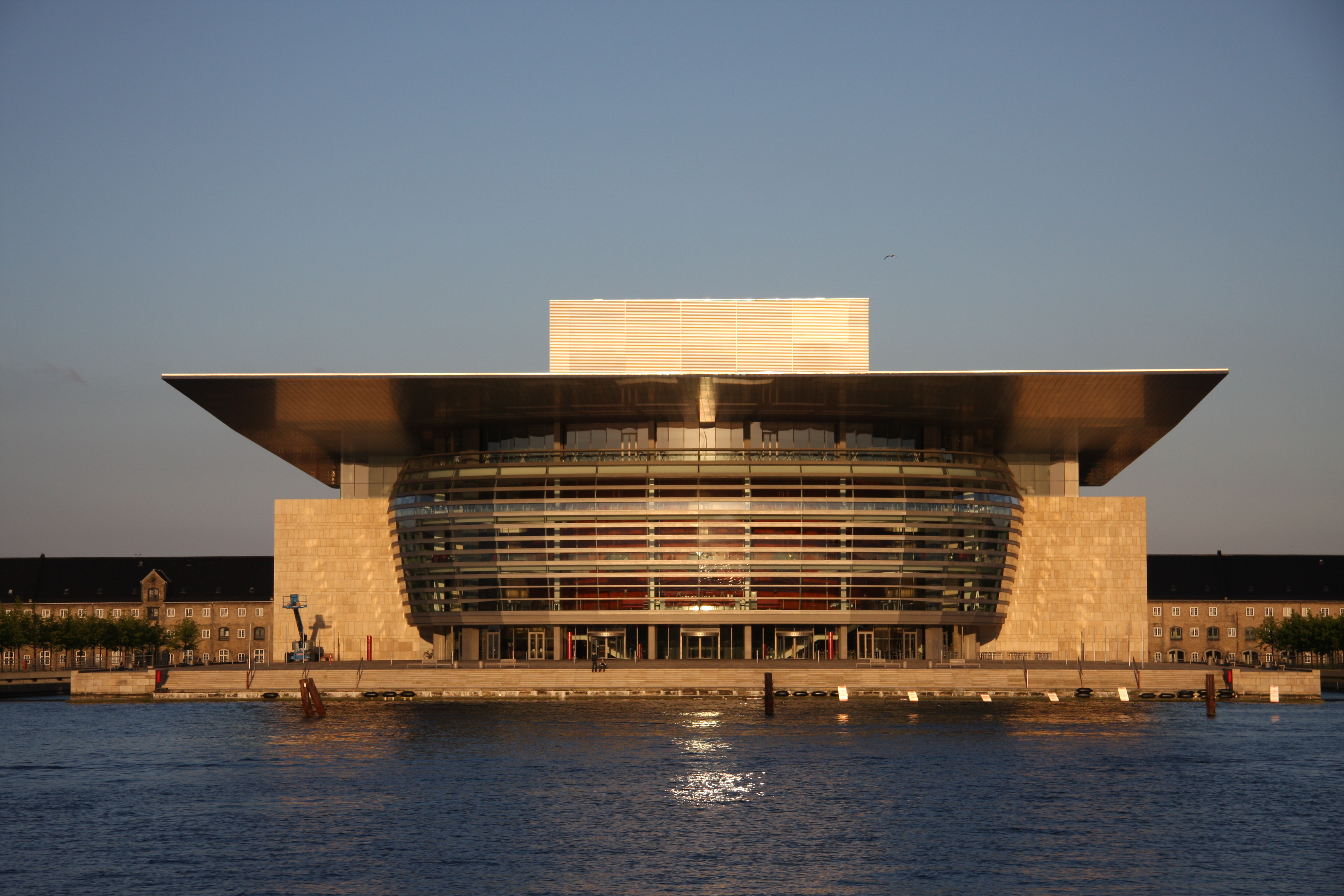
Königliche Oper in Kopenhagen

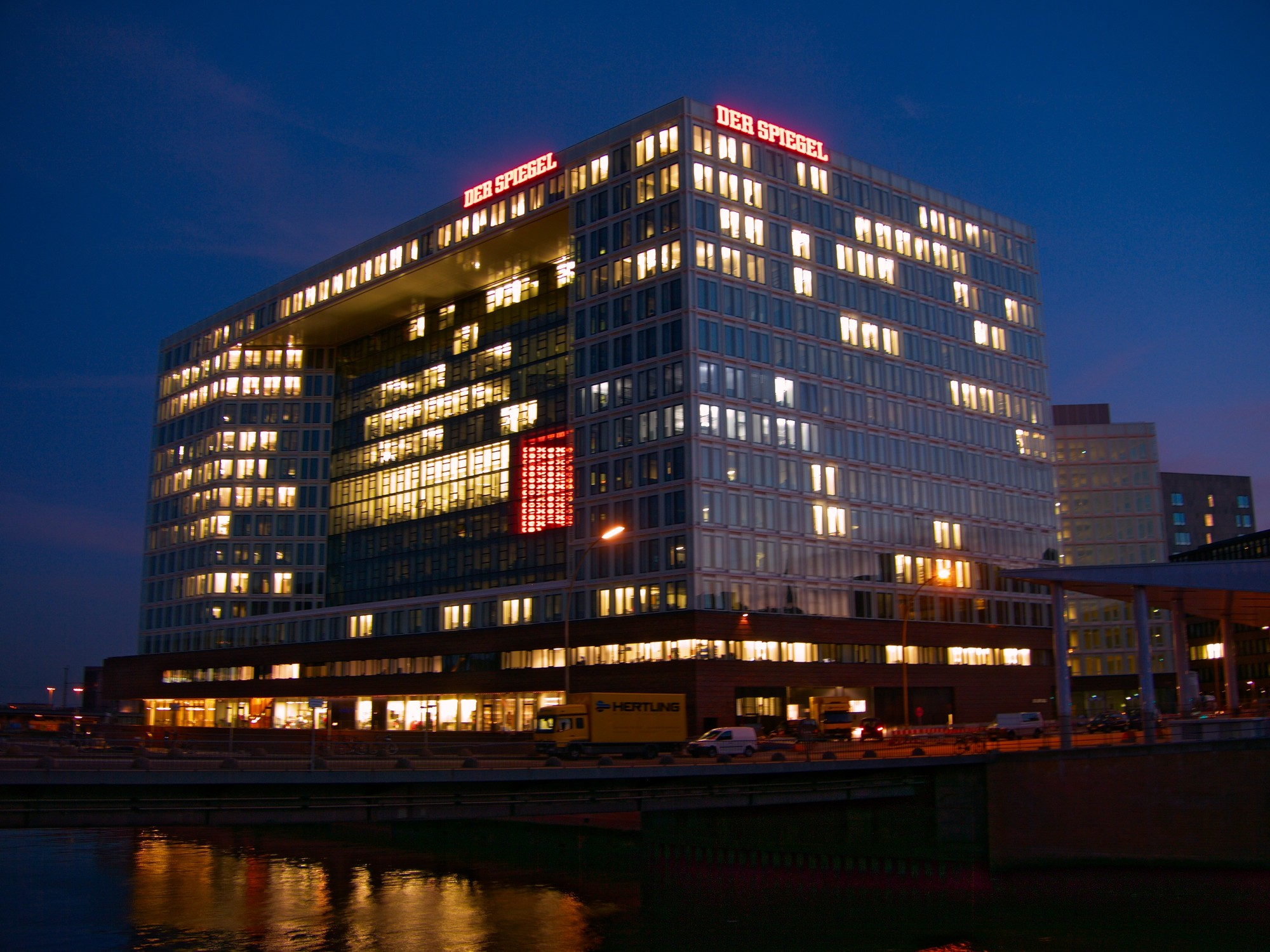
Das neue Spiegel-Hauptgebäude in Hamburg

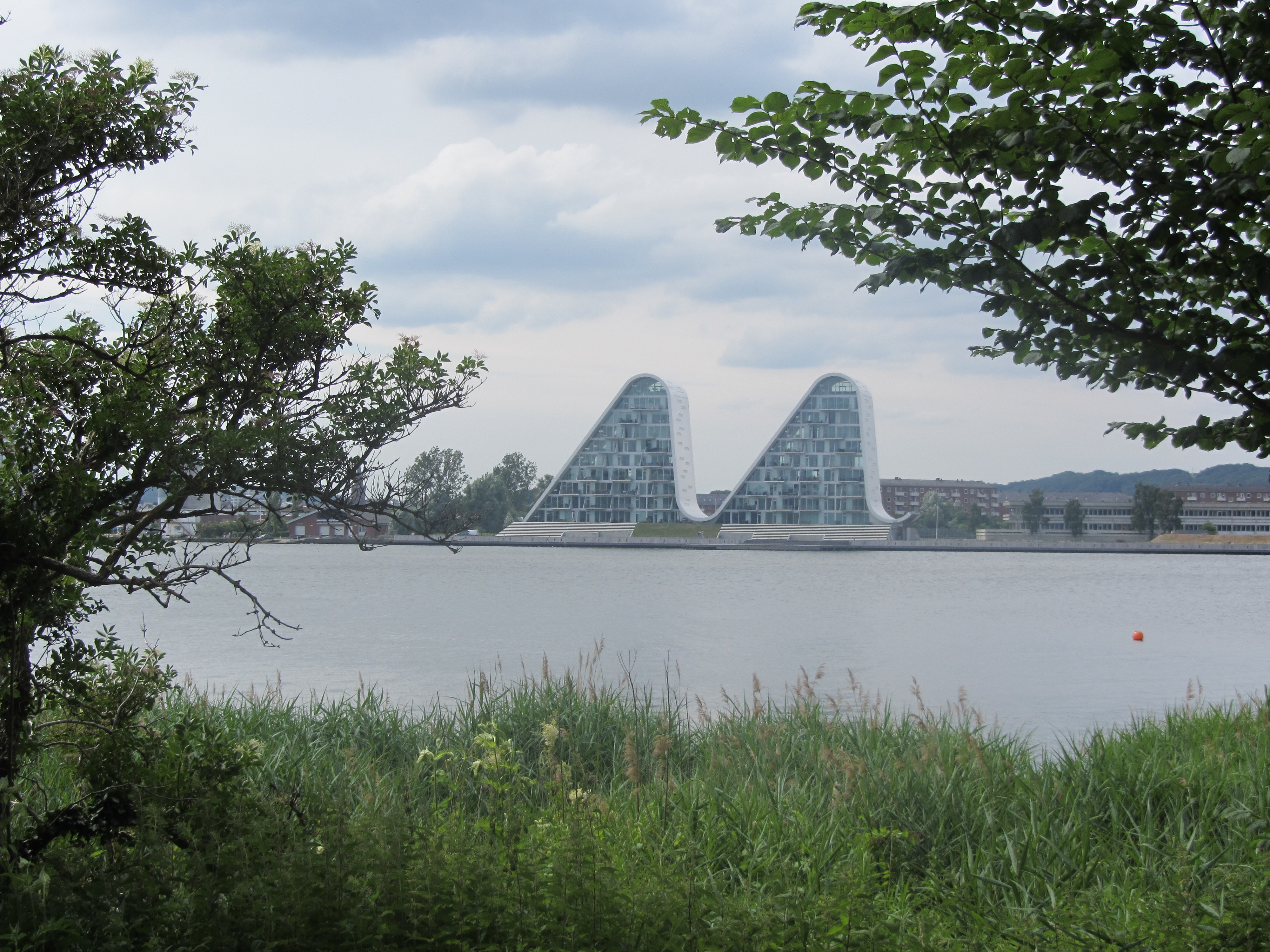
Bølgen („Die Welle“) in Vejle

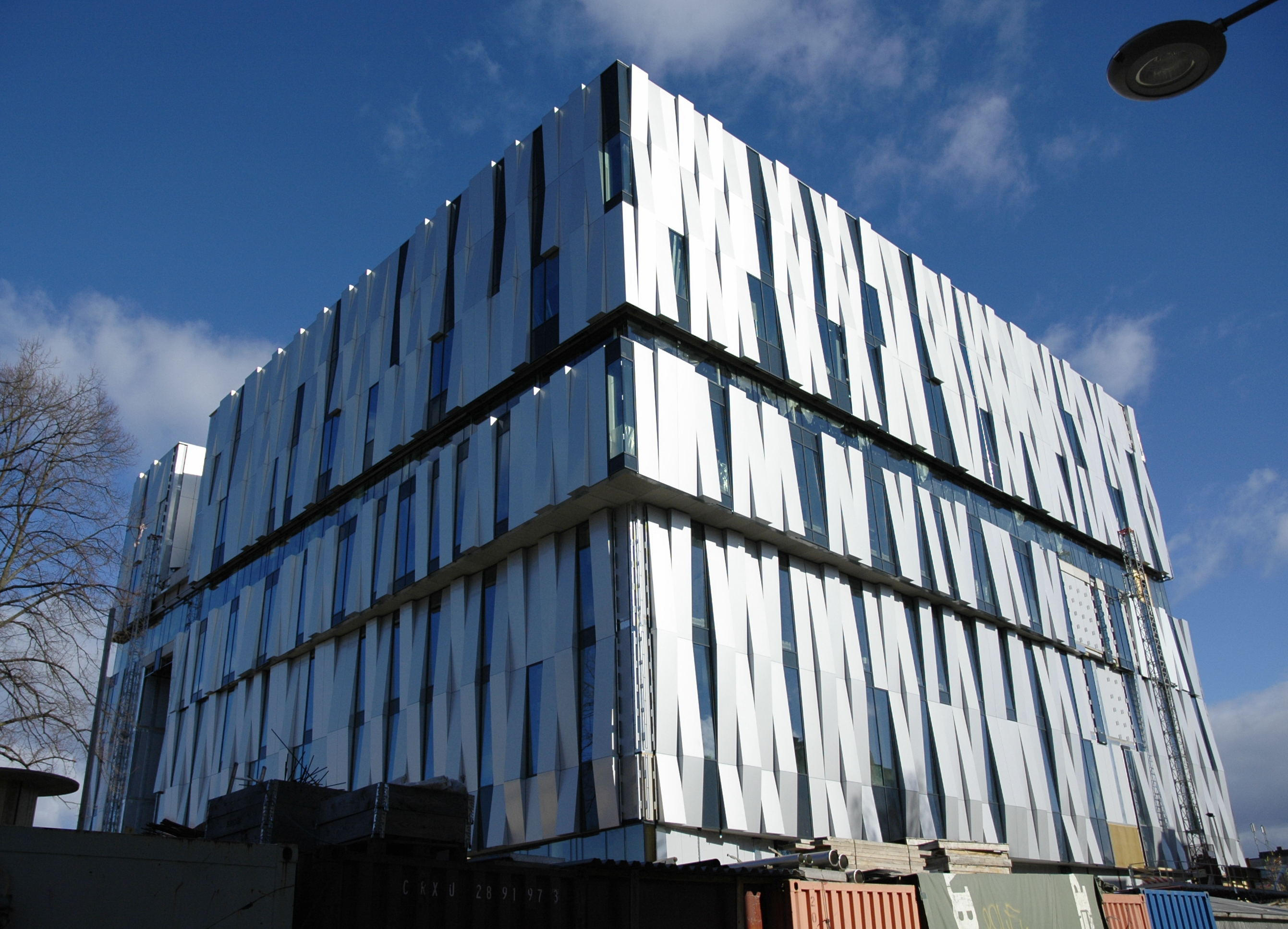
Musikens hus, „Das Haus der Musik“ in Uppsala

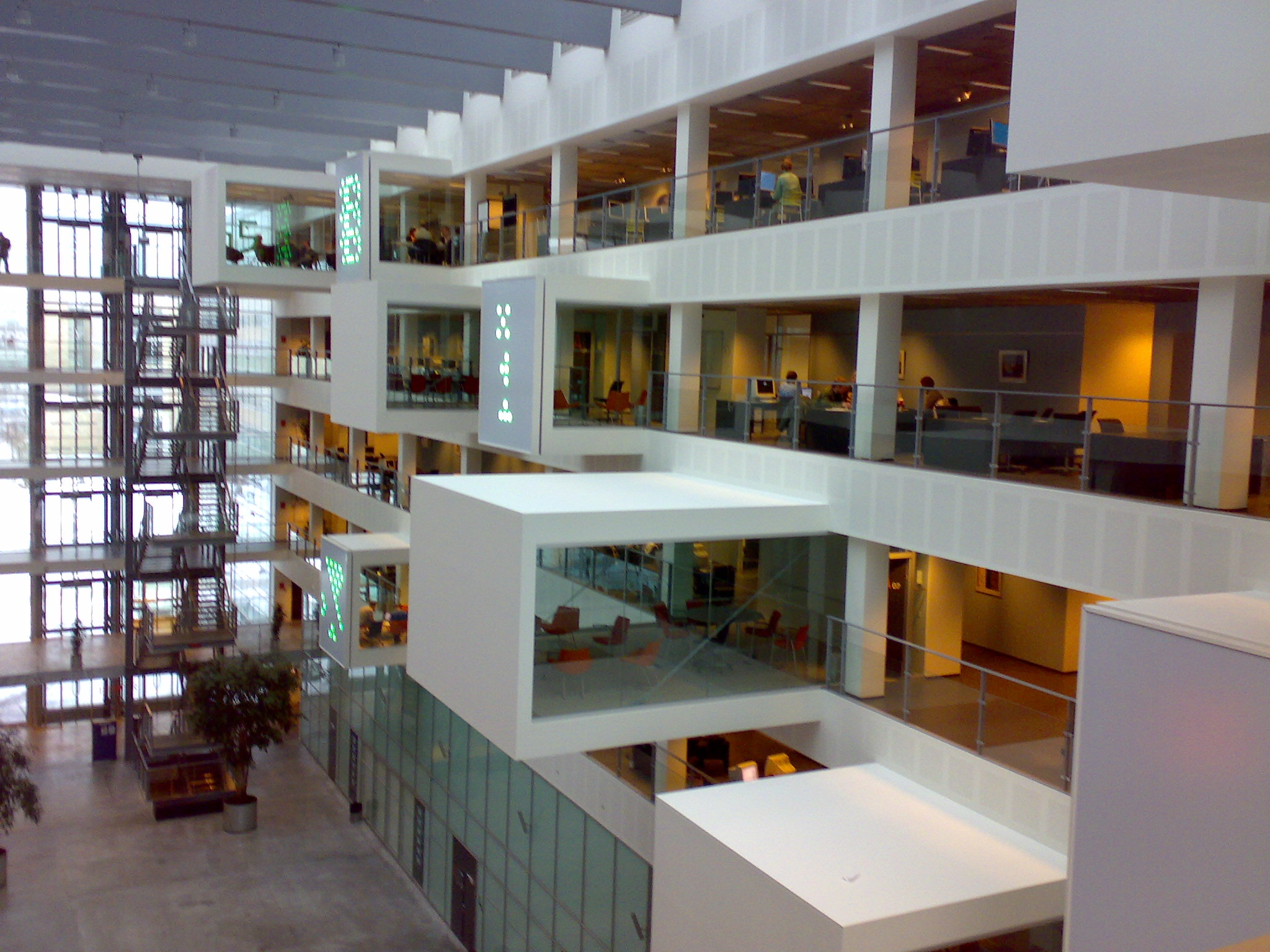
Die Innengestaltung der IT-Universität Kopenhagens

Henning Larsen Architects ist ein international tätiges Architekturbüro mit Hauptsitz in Kopenhagen. Die Firma wurde 1959 von dem dänischen Architekten Henning Larsen gegründet und beschäftigt zurzeit ca. 300 Angestellte. 2011 arbeitete die Firma an Projekten in mehr als 20 Ländern mit.
Das Büro Henning Larsen Middle East in Riad wurde 2008 gegründet. 2011 kamen weitere Büros in München und Beirut hinzu.
2011 wurde das Konzerthaus Harpa in Reykjavík von der englischen Zeitschrift Gramophone zu einem der zehn besten Konzerthäuser gewählt. Henning Larsen Architects hat auch die Königliche Oper in Kopenhagen konstruiert. In Deutschland ist die Firma besonders für den Bau des im Dezember 2011 eröffneten neuen Spiegel-Hauptgebäudes in der Hamburger Hafencity bekannt.
Henning Larsen Architects setzen sich aus 15 Partnern in den Niederlassungen und 4 Partnern am Hauptsitz Kopenhagen zusammen.

## Geschichte
Nachdem Henning Larsen für Arne Jacobsen (1952–1953) und Jørn Utzon (1958) gearbeitet hatte, gründete er 1959 Henning Larsens Tegnestue. Das Architektenbüro in der Tradition des skandinavischen Designs wurde zu einem der größten in Dänemark. Das erste große Projekt außerhalb Skandinaviens war das Außenministerium in Riad.

## Inhaberschaft und Management
Henning Larsen Architects ist seit 2019 Teil der Ramboll Foundation. Die Geschäftsführung von Henning Larsen Architects bilden Mette Kynne Frandsen (CEO) und Louis Becker (International Design Director).

## Projekte
Nach Darstellung des Unternehmens werden bei Projekten Fragen der Nachhaltigkeit besonders berücksichtigt. Es unterhält eine Abteilung für Forschung und Nachhaltigkeit, die an entsprechenden Diskussionen teilnimmt und u. a. Werkzeuge zu einer ressourcenschonenden Gebäudeplanung entwickelt. Hierzu bestand beispielsweise eine Zusammenarbeit mit drei Doktoranden vom Institut für Bauingenieurswesen der Technischen Universität Dänemarks.

### Fertiggestellt
- Campusgebäude der Universität Trondheim, Norwegen (1970)
- Dänische Botschaft in Riad, Saudi-Arabien (1979)
- Außenministerium in Riad, Saudi-Arabien(1984)
- Erweiterung der Ny Carlsberg Glyptotek, Kopenhagen, Dänemark (1997)
- Erweiterung der Stadtbibliothek in Malmö, Schweden (1993)
- Max-Planck-Institut in Rostock, Deutschland (1996–2000)
- Kunsthalle Würth in Schwäbisch Hall, Deutschland (1999–2000)
- Bibliothek der Universität Rostock, Deutschland (2001-04)
- Königliche Oper, Kopenhagen, Dänemark (2004)
- IT-Gebäude der Universität Kopenhagen, Dänemark (2004)
- Musikens hus (Das Haus der Musik) in Uppsala, Schweden (2007)
- Die Welle (Bølgen) in Vejle, Dänemark (2009)
- Bildmuseet Umeå, Umeå, Schweden (2011)
- Konzerthaus Harpa in Reykjavík, Island (2011)
- Verlagshaus für den Spiegel-Verlag Rudolf Augstein in Hamburg, Deutschland (2011)[10]
- Low-energy office building, Ballerup, Dänemark(2011)
- Female Branch of Prince Naif Centre for Health Science Research, Riad, Saudi-Arabien (2012)
- Art Pavilion in Videbæk, Dänemark (2012)[11]
- Architekturschule, Umeå, Schweden (2012)
- Skodsborg Spa & Fitness, Skodsborg, Dänemark (2012)
- Campus der Syddansk Universitet in Roskilde, Dänemark (2012)
- Klostermark School, Roskilde, Dänemark (2012)
- Egedal Rathaus, Egedal, Dänemark (Wettbewerbssieg, September 2012)[17]
- Moesgård Museum, Århus, Dänemark (2013)
- Moesgård Museum Ausbau, Århus, Dänemark (2014)
- Campus der Syddansk Universitet in Kolding, Dänemark (2014)
- King Abdullah Financial District, Riyadh, Saudi Arabia (u/c, Fertigstellung 2013–2018)
- Calabar International Conference Center, Calabar, Nigeria (u/c, Fertigstellung 2013)[14]
- Crystal Towers, King Abdullah Financial District, Riyadh, Saudi Arabia [15]
- Ystad Arena, Ystad, Sweden (2015)
- Siemens Konzernzentrale, München, Deutschland (2016)[12]
- Frederiksbjerg Schule, Århus, Dänemark (2016)

### Im Bau
- King Abdullah Financial District, Riad, Saudi-Arabien (2013–2018)
- Childrens Interactive Museum, Riad, Saudi-Arabien (2012–2014)
- Calabar International Conference Center, Calabar, Nigeria (2011–2013)[13]
- Crystal Towers, King Abdullah Financial District, Riad, Saudi-Arabien (2009–2013)[14]
- Villas in the Sky, King Abdullah Financial District, Riad, Saudi-Arabien (2009–2013)[15]
- Institute of Diplomatic Studies, Riad, Saudi-Arabien (2010–2013)
- Prince Naif Centre for Health Science Research, Riad, Saudi-Arabien(2011–2012)
- Massar Discovery Centre, Damaskus, Syrien (Unterbrechung im Bau, urspr. 2008–2012)[16]
- Batumi Aquarium, Batumi, Georgien (Wettbewerbsgewinn, Juni 2010)[17]
- Nordea Headquarters, Copenhagen, Dänemark (Wettbewerbssieg, April 2012)[18]
- Cultural cluster, Klaksvík, Färöer-Inseln  (Wettbewerbssieg, Juni 2012)[19]
- Zentrum für Sonnenenergie und Wasserstofftechnik, Stuttgart, Germany (Wettbewerbssieg, Oktober 2012)[20]
- Herlev Hospital extension, Herlev, Dänemark (Wettbewerbssieg 2017)
- Campus Aas, Aas, Norway (Wettbewerbssieg 2018)
- European Spallation Source, Lund, Sweden (Wettbewerbssieg, Februar 2013)[21]
- Vinge, Frederikssund, Dänemark. (Masterplan, Wettbewerbssieg.)
- Kiruna Town Hall, Kiruna, Sweden (Wettbewerbssieg, September 2013)[22]
- Forum Medicum, Lund, Sweden (Wettbewerbssieg, Dezember 2015)[23]
- Carl H. Lindner College of Business, Cincinnati, UZ (Wettbewerbssieg, Januar 2016)[24]
- French International School, Hongkong, China[25]
- Frankfurt School of Finance & Management, Frankfurt, Germany (Wettbewerbssieg 2013)[26]
- Bürger- und Medienzentrum des Landtags, Stuttgart, Germany (Wettbewerbssieg 2013)[27]
- 100 Meter hoher Hochhausturm Høffdings Tårn in Carlsberg (Kopenhagen), Fertigstellung geplant: 2025

## Preise

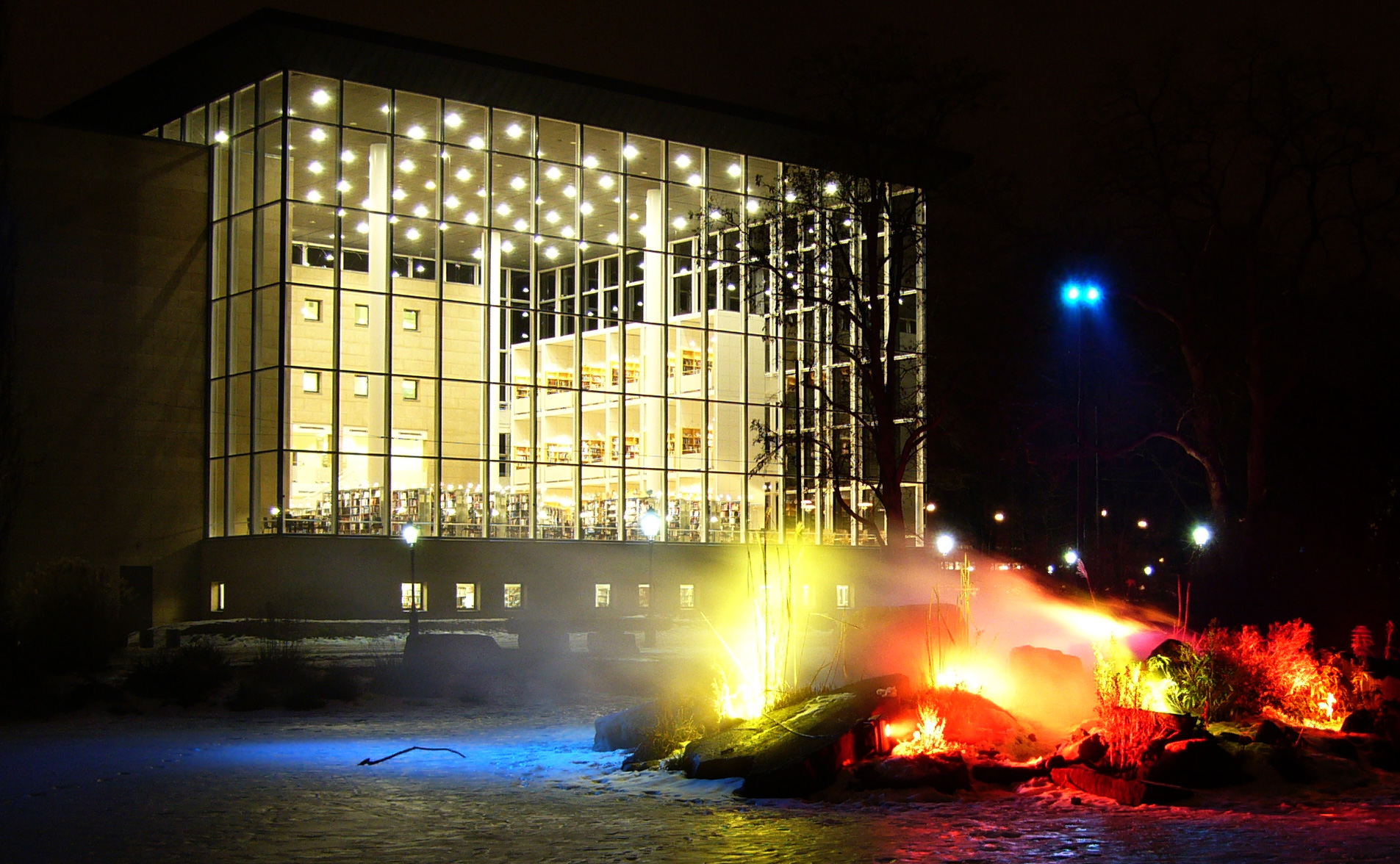
Stadtbibliothek Malmö

- 1987 International Design Award, London
- 1989 Aga Khan Award für das Außenministerium in Riad[28]
- 1997 Kasper Salin Preis für die Stadtbibliothek in Malmö
- 2005 LEAF Award, Grand Prix für die IT Universität Kopenhagen
- 2010 LEAF Award für The Wave (residential category)[29]
- 2010 IDA International Design Award (Architectural Design of the Year category) für das Batumi Aquarium[30]
- 2011 Civic Trust Award für The Wave[31]
- 2011 Eckersberg-Medaille
- 2012 Best Performance Space für die Harpa, Travel + Leisure Design Awards
- 2012 Civic Trust Award für die Harpa[32]
- 2013 Mies van der Rohe Award for European Architecture für die Harpa
- 2013 European Union Prize for Contemporary Architecture for Harpa - Reykjavik Concert Hall and Conference Centre
- 2013 Emirates Glass Leaf Award for Harpa – Reykjavik Concert Hall and Conference Centre (Best Public Building - Culture)
- 2013 Emirates Glass Leaf Award for Campus Roskilde (Best Public Building - Education & Research)
- 2014 Civic Trust Award for Campus Roskilde
- 2015 Civic Trust Award for Mosgaard Museum
- 2015 The International Architecture Award for SDU Kolding Campus[33]
- 2015 The International Architecture Award (The Chicago Athenaeum: Museum of Architecture and Design) for Moesgaard Museum[34]
- 2015 LEAF Award in the category Urban Design for Vinge Train Station[35]
- 2016 Green Good Design Award (The Chicago Athenaeum: Museum of Architecture and Design and The European Centre for Architecture Art Design and Urban Studies) SDU Campus Kolding[36]
- 2016 LEAF Future Building Awards in the category Under Construction for Kiruna City Hall[37]
- 2016 AIA IR (The International Chapter of the American Institute of Architects) for SDU Campus Kolding[38]
- 2016 AIA IR (The International Chapter of the American Institute of Architects) for Moesgaard Museum[39]
- 2019 European Prize for Architecture[40]

## Ausstellungen
- 1999: „The Architect's Studio“ im Louisiana Museum of Modern Art, Humlebæk, Dänemark[41]
- 2011: „what if...?“ im Utzon Center, Aalborg, Dänemark[42]
- 15. Juni – 20. Juli 2012: „What if...?“ in der Architekturgalerie München, Deutschland.[43]